# Tapatía (tauromaquia)
El torero mexicano Pepe Ortiz presentó la tapatía el 2 de noviembre de 1927, en un mano a mano con Armillita. La historia cuenta que el toro “Catalán”, de Atenco, al que Fermín, en un quite, la ejecutó por primera vez en México una fregolina, lance que meses antes había estrenado en España Ricardo Romero Freg, sobrino de Luis, verdadero creador de esa suerte, fue quitado tras un segundo puyazo por Pepe con otro novedoso y vistoso lance: la tapatía.

## Origen
Esta suerte nace como una gaonera, citando de perfil, dando el medio pecho o de frente al toro, con el capote por la espalda y marcando la salida por uno de los pitones del toro, continuando el lance de forma natural, conduciendo la embestida del toro como en la suerte de Rodolfo Gaona, pero recortando el viaje del toro al final, quitando el engaño de la cara del toro y girando el cuerpo el torero, en sentido contrario a la acometida del animal, de forma semejante a como se hace en la chicuelina y quedando colocado para iniciar la suerte nuevamente.

## Evolución
Como ocurre con muchas de estas suertes de viejo cuño, la propia evolución del toreo las va dotando de mayor profundidad y consistencia a medida que surgen variaciones en su concepción. En la primaria concepción de la tapatía, el torero citaba a pie junto y actualmente el hecho de abrir el compás le da mayor longitud de recorrido y verdad al lance, al tener que ser más significativo el cambio en el viaje del toro. Aunque, una de las variaciones más conocidas de este lance de Pepe Ortiz, que ha dado pie a la creación de una nueva suerte, es la tapatía al paso, con el torero andando e intercalando los pitones por los que se ejecuta al toro y que se usa para colocarlo para la suerte de varas. Variación que es conocida en España como Rogerina, por Victoriano (Roger) Valencia, en Colombia como Cacerina, por Pepe Cáceres, sus más populares.

Igualmente, el mexicano Luis Procuna, agarrando la muleta por la espalda, como para dar una bernadina, realizó un muletazo de ejecución similar a la tapatía, por lo que se puede denominar este muletazo podría tener la misma denominación de tapatía.

En la actualidad, se recuerdan interpretaciones de este lance en los repertorios de José Tomás, El Juli, Roca Rey, Alejandro Talavante o Álvaro Lorenzo, por ejemplo.